# Ray Ruffett
Raymond Douglas „Ray“ Ruffett (* 20. Juli 1924 in Luton; † 29. September 2021 ebenda) war ein englischer Fußballspieler.

## Karriere
Ruffett gehörte während seiner Schulzeit zu den herausragenden Spielern aus Luton, im Februar 1938 war er in einem Auswahlspiel bezüglich der englischen Schülernationalmannschaft auf Seiten Midlands gegen Südengland (Endstand 2:3) im Einsatz. 15-jährig war er in seiner Heimatstadt bei Christ Church Athletic in einer lokalen Liga aktiv, für die er erstmals im November 1939 in Erscheinung trat und wurde wenig später presseseitig als „intelligenter Passgeber“ und einen „großartigen Schuss besitzend“ gelobt; als Halbstürmer aufgeboten erzielte er im Dezember 1939 einen Hattrick.
In der Saison 1941/42 trat er für den lokalen Profiklub Luton Town in Erscheinung. Durch den Zweiten Weltkrieg standen den Klubs zahlreiche Spieler nicht zur Verfügung und der reguläre Fußball-Spielbetrieb war bis 1946 unterbrochen. In den kriegsbedingten Ersatzwettbewerben bestritt Ruffett insgesamt 20 Partien für Luton, mit seiner Einschreibung zum Kriegsdienst endeten seine Einsätze bereits 1942. Ruffett war während des Zweiten Weltkriegs in Griechenland im Einsatz sowie als Teil der Luftlandeinfanterie der 6th Airborne Division bei der Invasion in der Normandie 1944 sowie bei der Überquerung des Rheins 1945 in Kampfeinsätze involviert. Nach seiner Demobilisierung stieg er bei Luton 1947 zum Profi auf. Seinen einzigen Pflichtspieleinsatz für Luton hatte Ruffett im April 1949. Als Teil der Läuferreihe mit Syd Owen und Les Hall unterlag er bei einer Zweitligapartie beim FC Bury mit 1:3, eine in der Partie erlittene Verletzung minderte zudem weitere Einsatzgelegenheiten.
Nach einem weiteren Jahr in Luton wechselte Ruffett im Sommer 1950 zu Abbey United in die United Counties League. 1951 benannte sich der Klub in Cambridge United um und trat der Eastern Counties League bei. In der Läuferreihe an der Seite von Spielertrainer Bill Whittaker und Johnny Percival gehörte er mit dem Klub zur Spitzengruppe der Liga, ohne ernsthaft um den Titelgewinn mitspielen zu können. Von Whittaker zum Mannschaftskapitän ernannt, gehörte Ruffett mit einem Wochenverdienst von sechs Pfund zu den höchstbezahlten Spielern des Klubs, zudem arbeitete er als Handelsreisender. Vom Korrespondenten der Cambridge Daily News wurde er folgendermaßen charakterisiert: „Ray Ruffett bewegt sich auf dem Feld wie ein römischer Kaiser, ruhig, systematisch, lange Bälle auf beide Flügel verteilend mit solch einer selbstverständlichen Leichtigkeit, dass ich jede Minute damit rechnete, dass er seine Fingernägel lackieren würde.“
Im FA Cup 1953/54 gelang erstmals in der Klubgeschichte die Qualifikation für die Hauptrunde, dort schlug man den Drittligisten AFC Newport County im Wiederholungsspiel, bevor man in der zweiten Runde – Ruffett verpasste die Partie mit einer Rückenverletzung – am Drittdivisionär Bradford Park Avenue scheiterte. Auch ein Jahr später stand man in der ersten Hauptrunde, dort unterlag man Torquay United mit 0:4. Im Sommer 1955 entschied er sich nach insgesamt 200 Pflichtspielen (4 Tore) gegen eine Verlängerung seines Engagements bei Cambridge, auch weil der Anfahrtsweg des zeitlebens in Luton wohnhaften Ruffetts mit Bus und Bahn eine große zeitliche Belastung darstellte. Seine Laufbahn setzte er beim näher gelegenen Ligakonkurrenten Biggleswade Town fort.
Ende September 2021 erlag Ruffett 97-jährig einem Krebsleiden.